# Хусеин ел Могави
Хусеин Али ел Могави (арап. حسين المقهوي‎, романизовано Housain Ali Al-Mogahwi; Дираџа, 24. март 1988) професионални је саудијски фудбалер који игра у средини терена на позицији централног везног играча.

## Клупска каријера
Професионалну каријеру започео је у редовима екипе Ал Адала из Хуфуфа у саудијској трећој лиги. Потом је 2010. прешао у редове градског ривала Ал Фатеха са ојим је освојио и једну титулу у националном првенству. Од 2014. игра за екипу Ал Ахлија из Џеде.

## Репрезентативна каријера
За сениорску репрезентацију Саудијске Арабије дебитовао је 9. децембра 2012. у пријатељској утакмици против селекције Ирана. Први гол за репрезентацију постигао је у пријатељској утакмици против селекције Лаоса одиграној 24. августа 2016. године.
Био је део националног тима и на Светском првенству 2018. у Русији, где је одиграо две утакмице свог тима у  групи А.

## Успеси и признања
ФК Ал Фатех
- Саудијско првенство (1): 2012/13.
- Саудијски суперкуп (1): 2013/14.

 ФК Ал Ахли Џеда
- Саудијско првенство (1): 2015/16.
- Саудијски куп (1): 2015/16.
- Куп престолонаследника (1): 2014/15.
- Саудијски суперкуп (1): 2016/17.